# Betty Boop and the Little King
Betty Boop and the Little King es un corto de animación estadounidense de 1936, de la serie de Betty Boop. Fue producido por los estudios Fleischer y distribuido por Paramount Pictures. En él aparecen Betty Boop y Little King.

## Argumento

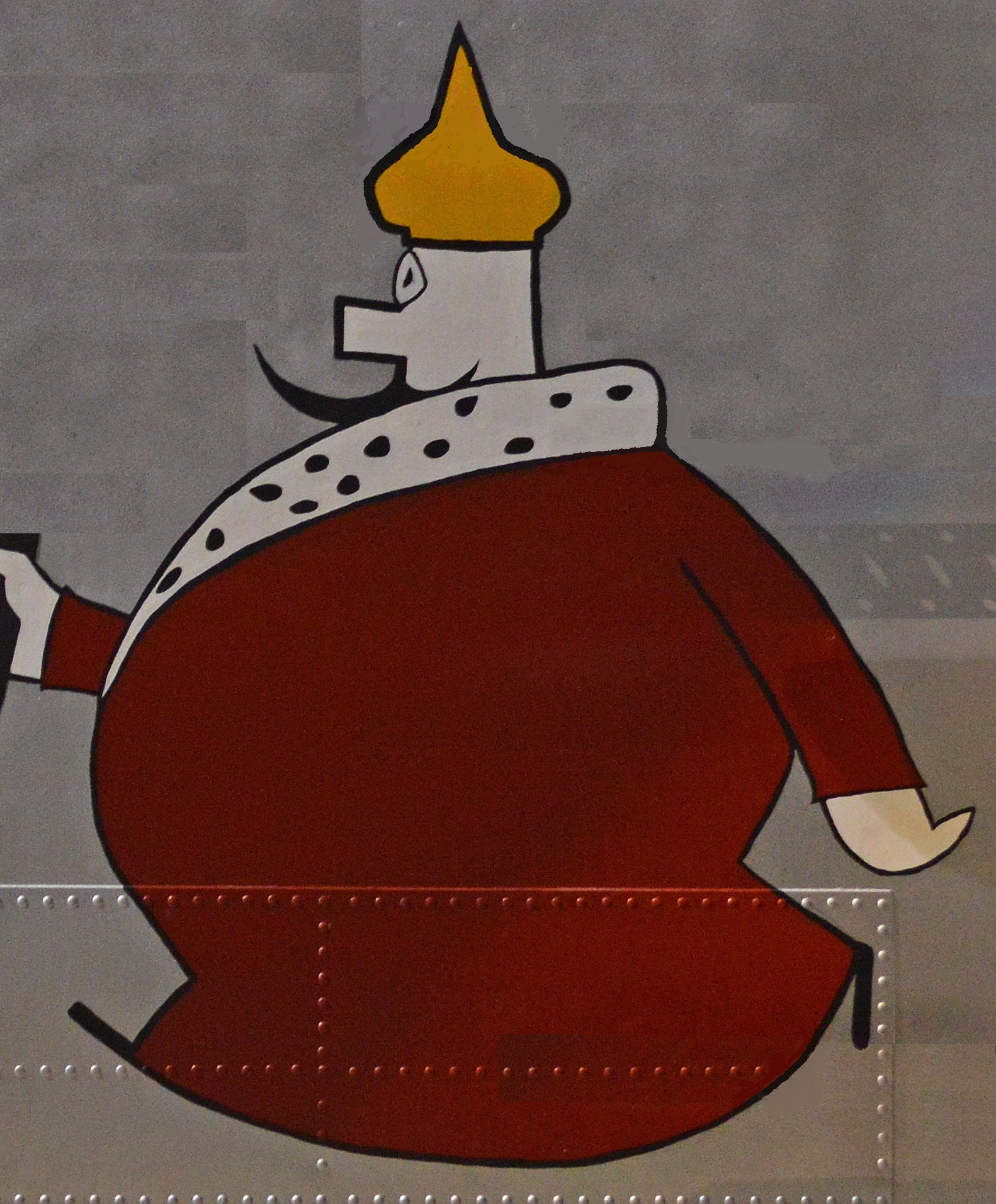
The Little King

En el Imperial Opera House se celebra una actuación especial en honor del rey. La interpretación vocal de la diva disgusta al monarca quien escapa subrepticiamente de la sala. Ya en la calle, llega hasta un local donde actúa Betty Boop en un número ecuestre. El entusiasmo del rey le llevará a ser protagonista del espectáculo.

## Producción
Betty Boop and the Little King es la cuadragésima octava entrega de la serie de Betty Boop y fue estrenada el 31 de enero de 1936.
The Little King, personaje de tira cómica, fue creado por Otto Soglow en 1930. Apareció en una docena de cortos producidos por Van Beuren Studios entre 1933 y 1934. Tanto en la tira cómica como en los cortos de Van Beuren el personaje es mudo, al contrario que en el corto de Betty Boop.